# Aulacoderus oosthuizeni
Aulacoderus oosthuizeni es una especie de coleóptero de la familia Anthicidae.

## Distribución geográfica
Habita en la Provincia del Cabo, en (Sudáfrica).